# BC Hartha
BC Hartha is een Duitse voetbalclub uit Hartha, uit de deelstaat Saksen.

## Geschiedenis
De club werd in 1913 opgericht en was aangesloten bij de Midden-Duitse voetbalbond. In 1916/17 speelde de club voor het eerst in de hoogste klasse, maar verloor alle wedstrijden. Na de oorlog speelde de club in de tweede klasse van de Kreisliga Mittelsachsen. Na 1923 werd de Kreisliga afgevoerd en werden de tweede klassen opgewaardeerd tot hoogste klasse. De club ging nu in de Gauliga Nordsachsen spelen. De competitie was in twee groepen verdeeld en Hartha werd in 1924 groepswinnaar, maar verloor de titelfinale van Riesaer SV 03. De volgende jaren eindigde de club in de middenmoot. Na 1930 werd de competitie ontbonden omdat Midden-Duitse bond het aantal competitie reduceerde. Omdat de competitie als erg zwak beschouwd werd moesten de clubs, die over drie verschillende competities verdeeld werden daar in de tweede klasse spelen. Hartha ging naar de 1. Klasse Mittelsachsen en werd wel meteen kampioen en promoveerde. Na een voorlaatste plaats in 1932 werd de club laatste in 1933. 
Na dit seizoen werd de competitie geherstructureerd. De Midden-Duitse bond werd ontbonden en de vele competities werden vervangen door de Gauliga Mitte en Gauliga Sachsen. Uit Midden-Saksen plaatsten zich slechts twee clubs waardoor de club nu in de Bezirksklasse Chemnitz ging spelen. In 1935 kon de club kampioen worden en via de eindronde promotie afdwingen. In 1936/37 werd de club kampioen en plaatste zich zo voor de eindronde om de Duitse landstitel. In de groepsfase werd de club tweede achter HSV, het liet wel Hindenburg Allenstein en Beuthener SuSV achter zich. Ook het volgende seizoen eindigde de club tweede in de groepsfase, dit keer achter Fortuna Düsseldorf. Na nog een derde plaats in 1939 ging het bergaf en in 1941 degradeerde de club. De club liet nochtans drie clubs achter zich, maar doordat de Gauliga werd teruggebracht van twaalf naar tien clubs degradeerde de club. Na één seizoen konden ze opnieuw promotie afdwingen en werd twee keer derde. Het laatste seizoen werd niet beëindigd. 
Na de Tweede Wereldoorlog werd de club heropgericht als BSG Industrie Hartha en nam in 1951 de naam BSG Fortschritt Hartha. Van 1953 tot 1958 speelde de club in de DDR-Liga (tweede klasse). Na degradatie in '58 verdween de club in de anonimiteit.
Na de politieke omwenteling in 1989 nam de club op 18 augustus 1990 opnieuw zijn historische naam aan. De club speelt in de onderste regionen van het Duitse voetbal. 

## Erelijst
Gauliga Sachsen
1937, 1938